# Psyche obscurata
Psyche obscurata är en fjärilsart som beskrevs av Edward Meyrick 1917. Psyche obscurata ingår i släktet Psyche och familjen säckspinnare. Inga underarter finns listade.